# Гетьман, Антон Александрович
Антон Александрович Гетьман (род. 22 июня 1964, Ленинград) — советский и российский менеджер культуры, продюсер. С 2020 года — директор театра «Новая опера». Заслуженный работник культуры РФ.

## Карьера
В 1989 году окончил Ленинградский государственный институт театра, музыки и кинематографии. В 1992 году получил степени магистра (MFA) и доктора гуманитарных наук (PHD) в Государственном Университете Сан Диего по специальности «Менеджмент в сфере искусства» США (San Diego State University).
С 1992 по 1995 гг. — директор Драматического театра на Литейном.
С 1995 по 2000 гг. — директор Санкт-Петербургской академической филармонии им. Д. Д. Шостаковича.
С 2000 по 2002 гг. — исполнительный директор Центр имени Вс. Мейерхольда (ЦИМ).
С 2002 по 2016 гг. — по приглашению Анатолия Иксанова, стал заместителем генерального директора Большого театра России.
С 2016 по 2020 гг. генеральный директор Музыкального театра имени Станиславского и Немировича-Данченко.
В ноябре 2020 года был назначен директором Московского театра «Новая опера» имени Е. В. Колобова.

## Награды
- Медаль ордена «За заслуги перед Отечеством» II степени (2016 г.) — за большие заслуги в развитии отечественной культуры и искусства[5]
- Благодарность Президента Российской Федерации (17 декабря 2011) — за большой вклад в реконструкцию, реставрацию, техническое оснащение и торжественное открытие федерального государственного бюджетного учреждения культуры «Государственный академический Большой театр России»[6]
- Офицер Ордена искусств и литературы (Франция)[4]
- Почетное звание «Заслуженный работник культуры РФ»[7].
- Благодарность Министра культуры Российской Федерации (2004) — за успешное проведение гастролей в Парижской национальной опере[8]